# Bradford (New York)
Bradford è un comune degli Stati Uniti d'America, situato nello Stato di New York, nella contea di Steuben.